# Luís de Oliveira Leite
Luís de Oliveira Leite (Laguna, 21 de junho de 1871 — ?) foi um advogado provisionado e político brasileiro.
Filho de João de Oliveira Leite.
Foi vereador em Araranguá.
Foi deputado à Assembleia Legislativa de Santa Catarina na 8ª legislatura (1913 — 1915) e na 9ª legislatura (1916 — 1918).